# Williamsport (Pennsylvania)
Williamsport település az Amerikai Egyesült Államok Pennsylvania államában, Lycoming megyében, melynek megyeszékhelye is. Lakosainak száma 27 754 fő (2020. április 1.).

## Népesség
A település népességének változása:

| 2010 | 29 381 |
| 2020 | 27 754 |